# Garchizy
Garchizy är en kommun i departementet Nièvre i regionen Bourgogne-Franche-Comté i de centrala delarna av Frankrike. Kommunen ligger i kantonen Pougues-les-Eaux som tillhör arrondissementet Nevers. År 2022 hade Garchizy 3 666 invånare.

## Befolkningsutveckling
Antalet invånare i kommunen Garchizy
| Referens: INSEE |